# Sargocentron shimizui
Sargocentron shimizui är en fiskart som beskrevs av Randall, 1998. Sargocentron shimizui ingår i släktet Sargocentron och familjen Holocentridae. Inga underarter finns listade i Catalogue of Life.